# Джеймс Огастас Грант
Джеймс Огастас Грант (англ. James Augustus Grant, нар.  11 квітня 1827 - 11 лютого 1892) — британський військовий, мандрівник та дослідник шотландського походження.

## Життєпис
Джеймс Грант народився у 1827 році у шотландському місті Нерн. У 1846 році вступив в Індійську армію, брав участь у другій англо-сикхській війні і придушенні повстання сипаїв, був поранений під час зняття облоги Лакхнау. У 1858 році повернувся до Великої Британії.
У 1860 році приєднався до Джона Спіка в його експедиції з пошуків витоків Нілу. У грудні 1861 року Грант був змушений залишитися на західному березі озера Вікторія, ставши одним з перших європейців, що захворіли на виразку Бурулі. У травні 1862 року він знову приєднався до Спіка, який затримався в резиденції короля Буганди. Звідти Грант рушив на північний захід, а Спік — на схід; потім дві групи знову об'єдналися і разом спустилися по Нілу. У 1864 році Грант опублікував доповнення до звіту Спіка під назвою «A Walk across Africa». За свої дослідження в 1864 році Грант отримав Медаль покровителів Королівського географічного товариства, а в 1866 році став кавалером Ордена Лазні.
У 1868 році Грант служив у розвідувальному департаменті під час англо-ефіопської війни, за участь в якій став кавалером Ордена Зірки Індії. В кінці війни Грант вийшов у відставку в званні підполковника.

## Цікаві факти
На честь Джеймса Гранта названий один з видів газелей — газель Гранта.